# Cámara anterior

La Cámara anterior es una estructura del ojo que está entre la córnea y el iris. Este espacio se encuentra relleno de un líquido que se llama humor acuoso, el cual circula libremente y aporta los elementos necesarios para el metabolismo de las estructuras anteriores del ojo, que son avasculares (no reciben aportes nutritivos de la sangre) como la córnea y el cristalino.
En un lugar de la cámara interior que se llama ángulo iridocorneal (el punto de unión entre el iris y la córnea) se encuentra el canal de Schlemm por el cual se elimina el humor acuoso sobrante. El equilibrio entre la producción y la eliminación del humor acuoso es de gran importancia para el normal funcionamiento del ojo. Si el canal de Schlemn se obstruye por alguna circunstancia, aumenta la presión normal del humor acuoso y se produce una enfermedad llamada glaucoma.